# Masquerade in Blood
Albums de Sodom
Marooned Live
(1994) Ten Black Years
(1996)
Masquerade in Blood est le septième album studio du groupe de thrash metal allemand Sodom. L'album est sorti en 1995 sous le label Steamhammer Records. La pochette a été dessinée par Andreas Marschall.
Le titre Let's Break the Law est une reprise du groupe Anti-Nowhere League.

## Liste des morceaux
Toutes les chansons sont écrites et composées par Sodom.
| No  | Titre                                                | Durée |
| --- | ---------------------------------------------------- | ----- |
| 1.  | Masquerade in Blood                                  | 3:19  |
| 2.  | Gathering of Minds                                   | 4:16  |
| 3.  | Fields of Honour                                     | 3:23  |
| 4.  | Braindead                                            | 2:29  |
| 5.  | Verrecke!                                            | 2:48  |
| 6.  | Shadow of Damnation                                  | 2:57  |
| 7.  | Peacemaker's Law                                     | 3:23  |
| 8.  | Murder in My Eyes                                    | 2:37  |
| 9.  | Unwanted Youth                                       | 3:32  |
| 10. | Mantelmann                                           | 2:10  |
| 11. | Scum                                                 | 5:24  |
| 12. | Hydrophobia                                          | 3:23  |
| 13. | Let's Break the Law (reprise de Anti-Nowhere League) | 2:56  |

## Composition du groupe
- Tom Angelripper - Chant/Basse
- Strahli - Guitare
- Atomic Steif - Batterie